# 梅日吉爾卡 (涅米羅夫區)
49°4′18″N 28°56′23″E / 49.07167°N 28.93972°E
梅日吉爾卡（烏克蘭語：Межигірка），是烏克蘭西南部的村莊，隸屬文尼察州的文尼察區。該村處於羅茲索胡瓦塔河畔，面積0.58平方公里，海拔高度252米，2001年人口27。